# Nick Faldo
Sir Nicholas Alexander Faldo (18 de julho de 1957) é um jogador profissional de golfe da Inglaterra aposentado. Faldo foi três vezes campeão do Masters de Golfe e outras três do British Open.

## Títulos

### Torneios Major's (6)
| Ano  | Campeonato           | Resultados            | Margem    | Vice-campeão                |
| ---- | -------------------- | --------------------- | --------- | --------------------------- |
| 1987 | British Open         | −5 (68-69-71-71=279)  | 1 tacada  | Paul Azinger, Rodger Davis  |
| 1989 | Masters de Golfe     | −5 (68-73-77-65=283)  | Playoff 1 | Scott Hoch                  |
| 1990 | Masters de Golfe (2) | −10 (71-72-66-69=278) | Playoff 2 | Raymond Floyd               |
| 1990 | British Open (2)     | −18 (67-65-67-71=270) | 5 tacadas | Mark McNulty, Payne Stewart |
| 1992 | British Open (3)     | −12 (66-64-69-73=272) | 1 tacada  | John Cook                   |
| 1996 | Masters de Golfe (3) | −12 (69-67-73-67=276) | 5 tacadas | Greg Norman                 |

1 Derrotou Scott Hoch no playoff – Faldo (5-3=8), Hoch (5-4=9).

2 Derrotou Raymond Floyd no playoff – Faldo (4-4=8), Floyd (4-5=9).